# Middlesex (Karolina Północna)
Middlesex – miasto w Stanach Zjednoczonych, w stanie Karolina Północna, w hrabstwie Nash.